# VII. Eochaid Apthach ír főkirály

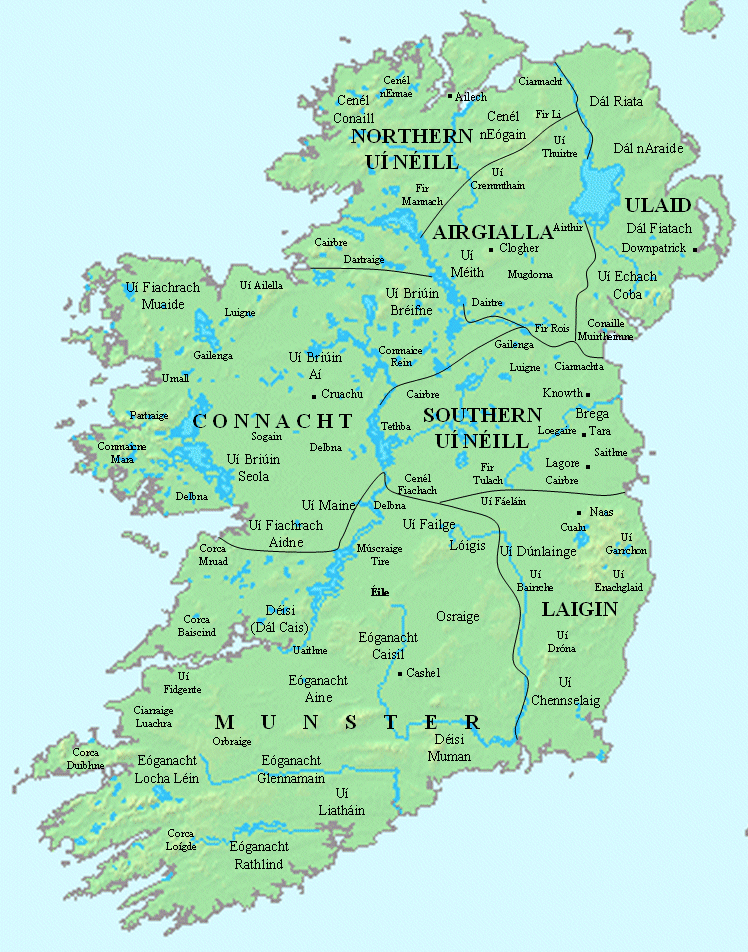
Írország

VII. Eochaid, más néven Eochu, mellékneve Apthach ("a Lator"), († Kr. e. 952), Írország főkirálya Kr. e. 953–952 között.
Cork megyéből származott, Míl Espáne (az írek őse) Breogán nevű fiának távoli leszármazottja. Megölte elődjét, Bres Rí-t, de mindössze egy évig uralkodott. A krónikák szerint uralkodási évének teljes ideje alatt pestisjárvány dúlta Írországot (innen eredhet a mellékneve). Finn mac Blatha ölte meg.

### Fordítás
- Ez a szócikk részben vagy egészben  az   Eochu Apthach című angol Wikipédia-szócikk fordításán alapul.  Az eredeti cikk szerkesztőit annak laptörténete sorolja fel. Ez a jelzés csupán a megfogalmazás eredetét és a szerzői jogokat jelzi, nem szolgál a cikkben szereplő információk forrásmegjelöléseként.

| Előző uralkodó: Bres Rí | Írország főkirálya Kr. e. 953 – Kr. e. 952 | Következő uralkodó: Finn |